# Tore Hedwall
Erik Torbjörn „Tore“ Hedwall (* 23. Dezember 1945 in Insjön, Schweden; † Dezember 2020) war ein schwedischer Eishockeytrainer.

## Karriere
Hedwall war während seiner Karriere als Trainer vorerst unter anderem für den Krefelder EV (1981 bis 1984), die ESG Kassel (1985 bis 1988) und den EHC Essen (1990/91) in der 2. Eishockey-Bundesliga aktiv.
In der Saison 1985/86 und 1986/87 spielte er mit der ESG Kassel um die Qualifikation zur Eishockey-Bundesliga. Zwar fehlte mit den vielen Neuzugängen wie Dave O’Brien, Tim Schnobrich und Miroslav Dvořák – dem Zugang von den Philadelphia Flyers aus der NHL – für den Aufstieg in die erste Liga nur ein einziger Punkt, doch bedeutete diese verpasste Qualifikation eine finanzielle Krise für den Verein. Durch die große Investition in die Mannschaft musste der Verein noch im selben Jahr Konkurs anmelden. Hedwall verließ infolgedessen den Eishockeyclub aus Kassel, als dieser unter dem neuen Namen EC Kassel einen Neuanfang in der Oberliga versuchte.
Hedewall starb im Dezember 2020 wenige Tage vor seinem 75. Geburtstag an Krebs.